# Tendencja antropotropiczna
Tendencja antropotropiczna – założenie sformułowane przez Paula Levinsona, zgodnie z którym media ewoluują w ten sposób, że nowsze media działają w sposób coraz bardziej zbliżony do ludzkich zmysłów. 
Media starego typu, jak prasa, czy książka bazowały na abstrakcyjnym typograficznym układzie znaków, natomiast media, które pojawiły się później pozwalały na odbiór informacji w sposób zbliżony do naturalnego odbioru bodźców, np. dzięki telefonowi mogliśmy zacząć porozumiewać się za pomocą głosu, a dzięki telewizji mogliśmy zacząć odbierać komunikaty w formie ruchomego obrazu, co jest bardziej naturalne, niż przekaz za pomocą fotografii.
Levinson zaproponował trzyczęściowy schemat ewolucji mediów:
1. W początkowej fazie ewolucji kulturowej ludzie komunikowali się bez pomocy mediów, dzięki czemu zachowana była równowaga w komunikacji;
2. Pojawienie się pierwszych mediów pozwoliło na przedłużenie zmysłów, ale zaburzyło naturalną równowagę komunikowania się;
3. Ludzie poszukują mediów, które byłyby dobrymi przedłużeniami zmysłów i jednocześnie bliskie byłyby naturalnej komunikacji.

Ze względu na to, że stare media wypierane są przez nowsze, te pierwsze przetrwać mogą, jeśli bliższe są modelowi naturalnego komunikowania się. W ten sposób telewizja nie wyparła radia, gdy natomiast telefon i internet wyparły bazujący na abstrakcyjnym kodzie telegraf.